# 大淀 (軽巡洋艦)
大淀（おおよど/おほよど）は、大日本帝国海軍の軽巡洋艦（二等巡洋艦　大淀型）。
艦名は、宮崎県下の最大河川である大淀川に由来する。大日本帝国海軍最後の連合艦隊旗艦である。昭和十四年度に着手された第四次軍備充実計画（通称④計画）により巡洋艦乙（阿賀野型軽巡洋艦）と共に巡洋艦丙として計画され建造された。
潜水艦作戦を支援するため新型水上偵察機（紫雲）の運用を可能とし、艦体中央部に航空機格納庫、艦後部に大型カタパルトを装備した。ある種の航空巡洋艦である。1942年（昭和17年）4月2日、呉海軍工廠で進水。1943年（昭和18年）2月28日に竣工したが、紫雲の性能不足と太平洋戦争における戦局から潜水艦作戦に投入されることはなく、輸送作戦に従事した。
1944年（昭和19年）3月頃より水上機格納庫を会議室に改造、完成後の5月上旬から連合艦隊旗艦となり、豊田副武司令長官が座乗する。連合艦隊司令部が日吉台地下壕（慶應義塾大学日吉キャンパス内）に移転する9月29日まで旗艦任務についた。その後は再び最前線に投入され、レイテ沖海戦（エンガノ岬沖海戦）、礼号作戦、北号作戦等、フィリピン方面で活動した。1945年（昭和20年）2月下旬に内地帰投後は呉練習戦隊に編入され瀬戸内海（呉）に停泊し、7月28日の呉軍港空襲で大破横転、沈没した。

## 建造経緯
太平洋戦争開戦前、海軍の対アメリカ戦計画では潜水艦部隊による敵主力艦隊の漸減邀撃が予定されていた。だが、広大な太平洋上を潜水艦単独で敵艦隊と接触交戦するのは困難であった。そこで潜水艦部隊の旗艦として新型の高速水上偵察機を搭載し、これにより最前線で強行偵察を行うことを目的とした偵察巡洋艦の建造が計画された。航空搭載能力が重視され、軍令部の当初の要求は主砲も魚雷発射管も搭載しないものだった。しかし、その後の技術会議では最上型から降ろして余っている15.5cm砲を最低2基搭載、魚雷発射管も装備した方が良いとの意見が出た。これにより主砲は前部に装備、魚雷発射管は重量、場所共に余裕が無いため装備しないことになった。計画では同型2隻（第136号艦《大淀》、第137号艦《仁淀》）が建造される予定であったが太平洋戦争勃発のため「仁淀」は建造中止となった。なお、「仁淀」の艦名は後に海上自衛隊の護衛艦「によど」として陽の目を見る事になる。

## 艦形

### 基本構造
大淀の船体形状は平甲板型船体である。全備排水量は1万600トンに達し、阿賀野型軽巡洋艦の7,700トンと比較しても非常に大きい。強く傾斜したクリッパー・バウから艦首甲板上に主砲の「三年式 15.5cm（60口径）砲」を三連装砲塔に収めて背負い式に主砲塔計2基を配置した。この15.5cm砲は最上型軽巡洋艦が重巡洋艦に改装された時に降ろした15.5cm砲塔を流用している。対空戦闘では、10cm高角砲と共に1万メートル付近の米軍12機編隊に撃ちこんで8機撃墜を主張しており、用兵側は有効性を評価している。
2番主砲塔の基部から上部構造物が始まり、その上に司令塔を前方に組み込み、頂上部に測距儀とレーダーを乗せた塔型艦橋が立っている。艦橋の後方にトラス構造の前部マストが立ち、船体中央部に集合煙路式の1本煙突が立ち、左右甲板上が艦載艇置き場となっていた。副武装の「九八年式 10cm（65口径）高角砲」は秋月型駆逐艦や大鳳型空母に搭載されたものと共通で、艦載艇置き場を前後に挟み込むかのように片舷2基ずつ計4基を配置していた。煙突の後方には大型の箱型格納庫が設けられ、上部にトラス構造の後部マストが立っていた。格納庫後部の右舷側に水上機を運用するためのクレーンが1基が配置されており、後部甲板上の中心部に位置する44.5mの巨大なカタパルトがあった。
機関は翔鶴型航空母艦で採用された高温高圧缶を6基装備し、これを1缶1室に分けて6室に搭載した。タービンはその後部に4基設置され、これも1基1室にわけて搭載された。いわゆるシフト配置ではないが、この配置によって煙突を1本に纏めることに成功している。公試では35.5ノット、39-40ノット発揮の証言も残る。主砲発令所勤務だった小淵は、カビエンでの対空戦闘時、主砲射撃盤の自速計が45ノットを示していたと回想している。旋回性能・操舵性能も抜群だったという。
本型には冷房も装備されており、居住性はよかった。居住区には簡易組み立て式の三段ベッドと、不足分のハンモックがあった。第三次ソロモン海戦で沈没した戦艦比叡の元乗組員が多く、訓練や制裁は厳しかったという。宮崎神宮から分祀した艦内神社が艦橋直下・主砲発令所の近くにあった。

### 用兵評価
「大淀」は1944年（昭和19年）3月に水上機格納庫を改装して司令部施設とした。格納庫を三段に仕切り、上段に幕僚寝室、中段に作戦室と幕僚事務室、下段に司令部付の事務室や倉庫があった。当時の連合艦隊情報参謀だった中島親孝中佐は大淀の司令部施設について「鉄板で仕切り防火塗料を塗っただけで気持ちの良い部屋ではなかったが広さは充分で使いやすかった」と回想している。連合艦隊長官室と参謀長室は艦橋の真下にあり、作戦室と居室の往復には露天甲板を移動する必要があった。また航海中は艦橋直下の小さな作戦室を使用していたという。碇泊中、前甲板には常に天幕がはられて長官や幕僚が休憩し、軍楽隊の演奏を聴きながら食事をとった。
艦隊指揮を行う事を専門に建造された艦すなわち指揮専用艦としては、同時期にアメリカ海軍が運用したアパラチアン級揚陸指揮艦と同コンセプトと言える。だが艦隊旗艦としては司令部施設が狭く、マリアナ沖海戦後に連合艦隊司令部・第二艦隊・第三艦隊指揮官幕僚が集まって行われた報告および研究会は、大淀ではなく大和型戦艦の武蔵で開かれた。
またレイテ沖海戦後の戦闘詳報では、用兵側から「司令部旗艦」について不満点が列挙されている。まず司令部旗艦としては攻撃力・防御力も劣り、通信能力が限定的であることから「旗艦不適トセラレアリ、中途半端ニテ何レトモツカザル存在ニナリ」と評し、司令部施設を廃して四連装魚雷発射管2基の増設を希望している。
搭載レーダーには不具合があった。レイテ沖海戦時の大淀は三式一号電波探信儀三型（13号電探）を装備していたが、最大測定距離は瑞鶴の242kmに対し、大淀は200kmであった。二式二号電波探信儀一型（第21号電探）と仮称二号電波探信儀二型（第22号電探）に関しては15.5cm主砲射撃の衝撃で故障が頻発するため使い物にならず、13号電探も無線電話・電波と混信するため測定不能となることがあった。
艦のバランスも問題となった。司令部施設の改装と共に安定性が失われ、最大速力発揮時に転舵すると傾斜15-20度に達し『相当注意ヲ要スルモノアリ』という状態になった。この傾斜になると、高角砲の揚弾機が停止することも改善を要する点だった。戦闘詳報では、次の改装時にバルジを装備して安定性を改善することを求めている。だが戦局の悪化から、根本的な解決策がとられることはなかった。

## 艦歴

### 建造経緯
1941年（昭和16年）2月14日、呉海軍工廠第3船台で起工。
1942年（昭和17年）3月10日に「大淀」と命名された。同年4月2日、昭和天皇の名代として高松宮宣仁親王（軍令部中佐、天皇弟宮）臨席のもと、呉鎮守府司令長官豊田副武大将、造船部工員・陸岸繋留中の各艦乗組員合計約5,000名が見守る中で進水した。
同日付で横須賀鎮守府所属と定められた。
12月31日、日本海軍は田原吉興大佐に対し、「大淀」艤装員長および重巡洋艦「青葉」艦長（サボ島沖海戦で大破、呉で修理中）の艦長兼務を命じた。
1943年（昭和18年）1月20日、田原は兼務を解かれる。同日付で、軍令部課長富岡定俊大佐が「大淀」艦長（初代）に補職された。2月28日、竣工。
竣工したものの、搭載される予定であった水上偵察機紫雲が期待されたほどの性能を発揮できず不調に終わり、潜水艦部隊による敵艦隊の漸減という戦局もなく、潜水戦隊旗艦としての能力は無意味となった。魚雷発射管がなく、主砲の門数も少なく、同型艦もいない「大淀」は、連合艦隊で浮いた存在になっていた。

### 1943年の行動
1943年（昭和18年）2月28日の竣工後、横須賀鎮守府内戦部隊に編入され、横須賀や呉で訓練に従事した。4月1日、第三艦隊附属となった。
5月上旬、「大淀」は駆逐艦「新月」や第五十航空戦隊（鳳翔、龍鳳）と共に内海西部にあった。アッツ島の戦いが生起すると、機動部隊（瑞鶴、翔鶴、瑞鳳）等と共に横須賀方面で待機する。
5月29日、アッツ島の日本軍守備隊は玉砕した。
5月31日、第一航空戦隊（翔鶴、瑞鶴、瑞鳳）、「大淀」、重巡洋艦「最上」、駆逐艦部隊は横須賀から西日本へと向かう。「大淀」、「最上」や駆逐艦「島風」などは柱島泊地で戦艦部隊（長門、扶桑）と共に停泊したが、これにより6月8日の戦艦「陸奥」爆沈に遭遇することになった。
7月、「大淀」と第八戦隊（「利根」、「筑摩」）、第十戦隊（「阿賀野」、駆逐艦5隻）、重巡洋艦「最上」、水上機母艦「日進」からなる第一部隊は陸軍南海第四守備隊の第一次進出部隊を輸送した。陸軍部隊を乗せた第一部隊は7月10日に空母「翔鶴」、「瑞鶴」などとともに内海西部を出発し、7月15日にトラックに到着。それからラバウルへ向かい、7月21日に着いた。その先の輸送は第十戦隊と「日進」により行われたが、その際「日進」が沈んでいる。その後、ラバウルに残された第四駆逐隊以外は7月26日にトラックに戻った。
8月31日、駆逐艦「暁」駆逐艦長等を歴任した篠田勝清大佐は、富岡大佐の後任として「大淀」艦長に補職される。
10月17日にクェゼリン環礁へ進出、10日ほど警備したあとトラックに戻った。
11月下旬、連合軍はブーゲンビル島とニューブリテン島に対する攻勢を強め、ラバウル方面の防衛線は崩壊寸前だった。そこで日本軍はニューアイルランド島、アドミラルティ諸島方面の兵力を増強するため、増援部隊を内地から最前線へ輸送することになった。12月17日、連合艦隊は内地〜トラック泊地〜カビエンへの輸送作戦を『戊号輸送』と命名し、その実施を各部隊に下令した。
12月25日、戊一号輸送部隊（大和、谷風、山雲）がトラック泊地に到着。26日、大淀以下戊三号輸送部隊第二部隊は「大和」に横付けし、同艦が日本本土から輸送してきた宇都宮編成陸軍独立混成第一連隊と軍需品を受け入れた。各艦の搭載区分は、「能代」人員400名・物件650トン、「大淀」500名・1000トン、「山雲」50名・100トン、「秋月」150名・50トン。12月29-30日、戊三号輸送部隊第二部隊は第二水雷戦隊司令官早川幹夫少将（旗艦「能代」）の指揮下、軽巡洋艦「能代」、「大淀」、駆逐艦「秋月」、「山雲」の計4隻でカビエンへ向かった。1月1日4時45分、カビエン着。
同地カビエンで物資揚陸作業完了直後、輸送部隊はアメリカ軍機約100機（85機とも）に襲撃された。これはシャーマン提督が率いる空母「バンカー・ヒル」、「モンテレー」から飛来した攻撃隊だった。
第2水雷戦隊戦闘詳報では『作戦ニ影響セル事項』として「大淀の揚搭作業が他艦より約2時間遅れた」・「基地航空隊による哨戒が不足していた」事を指摘している。搭載物件が多く、重砲を引き渡すまで行動を起こせなかったのが原因だった。カビエン基地航空隊（陸上基地派遣第二航空戦隊〈空母龍鳳、飛鷹〉所属の戦闘機36）が上空掩護を行う筈であったが敵機を排除しきれず、米軍機は第2部隊に殺到した。
対空戦闘開始時、「能代」、「大淀」、「秋月」、「山雲」は旗艦「能代」を中心にしてその「右舷」4kmに「秋月」、左舷3kmに「山雲」、後方8kmに「大淀」という陣形をとっていた。早川少将は「大淀」の直衛に「秋月」を派遣したため、戊三号輸送部隊は第一群（能代、山雲）と第二群（大淀、秋月）に分離。アメリカ軍機は二手にわかれると、比較的大型の巡洋艦2隻を主として狙った。一方日本側も2隻ずつ二手に分かれたことにより、各艦が全速を発揮しての回避運動を行うことが可能になった。
「大淀」は8時42分に射撃を開始して9時19分に砲撃を停止。規定対空用主砲弾300発を撃ち尽くし、水上弾や演習弾まで発砲したという。戦闘詳報による各艦消費弾数は、「大淀」主砲194・高角砲240・機銃4640、「能代」主砲283・高角砲29・機銃1612、「秋月」主砲190・機銃1260、「山雲」主砲94・機銃1230。「大淀」は煙突近くに50kg爆弾1発が命中（不発）、至近弾と機銃掃射より2名が戦死、4名が重軽傷、他に「能代」が直撃弾1と至近弾5で中破、「山雲」が損傷を受けた。
戦闘終了後、第二水雷戦隊司令部は「大淀」に対し搭載高速水上偵察機によるアメリカ軍機動部隊捜索を指示。しかし、「大淀」搭載の水上偵察機は空襲時に損傷を受けていて応急修理も間に合わず、結局「能代」は『一.飛行索敵ハ行ハズ　二.飛行機待機ハ昼間ノミトス』と下令した。1月4日に「大淀」と「秋月」はアメリカ潜水艦の雷撃を受けた輸送船「清澄丸」救援に向かったため、「能代」と「山雲」に2日遅れてトラック泊地に到着し、輸送任務を終えた。
その後「大淀」は訓練に従事し、1944年2月のトラック島空襲によりトラック泊地が壊滅する直前に退避し、日本本土へ戻った（2月16日より横須賀で整備）。2月24日、日本を出撃し、サイパン島へ航空部隊関係の物資を輸送する。

### 連合艦隊旗艦大淀

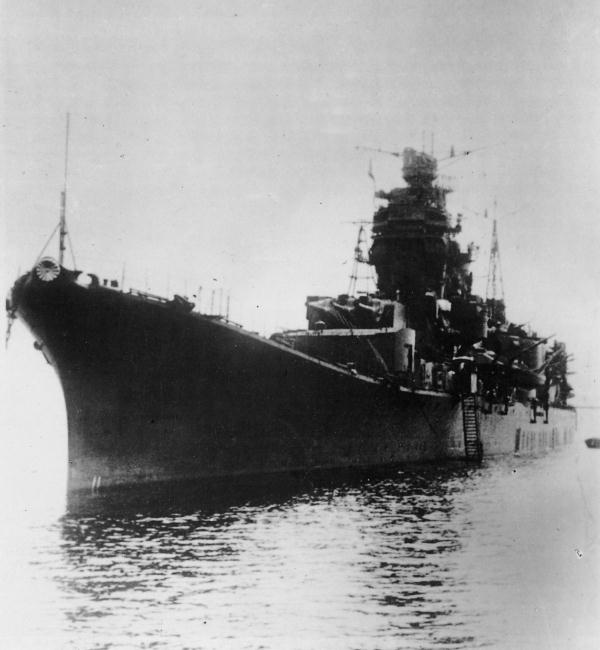
1944年春に撮影された「大淀」。1番主砲塔は右舷を指向している。

1944年（昭和19年）3月6日、「大淀」を連合艦隊旗艦とする改装がはじまった。太平洋戦争では、日清・日露戦争のような艦隊決戦は生起せず、連合艦隊司令部が第一戦隊を直率して主力艦隊の先頭に立つような事態は起こらなかった。後方で全体指揮を執るため、連合艦隊旗艦任務のために主力艦（大和型、長門型）が遊兵化していた。そこで「独立旗艦ならば戦艦でなくても巡洋艦でよいのではないか？」という機運が生じる。海軍は潜水戦隊旗艦用として設計された「大淀」の通信能力に着目し、大型射出機を撤去して従来型の射出機と水上偵察機を搭載、格納庫を改装して司令部施設に変更、連合艦隊の旗艦となる予定であった。
「大淀」の工事は5月1日に完了、豊田連合艦隊司令長官や草鹿龍之介連合艦隊参謀長を迎えて、5月3日に将旗を掲げた。旗艦任務は5月4日から9月29日である。豊田長官は「大淀」の防御力の低さを懸念して、万一戦死したら「まるで日本海軍の足元を見られるようで、嫌だな」と渋ったという。「戦死するなら、武蔵か大和のデッキで死にたい。こんな船の上ではいやだ」だったとも伝えられる。高田利種参謀副長は、「大淀」の対空防御力や通信力を説明して豊田をなだめている。なお「大淀」と陸上間に海底ケーブルを敷設して大本営との直接連絡をおこない、電波はケーブルを使って送信所から発信、受信のみ「大淀」で行うという方式である。
5月6日、篠田勝清大佐（大淀艦長）は戦艦「山城」艦長に補職される。第8駆逐隊司令や第10駆逐隊司令を歴任した阿部俊雄大佐が、後任の「大淀」艦長となった。
改装後の初任務はマリアナ沖海戦での柱島（あ号作戦発令は木更津沖、5月23日より柱島）からの直接指揮だった。予想作戦海域の電波状況が悪かったため小笠原諸島に進出することも検討されたが、完全な電話施設を持った浮標を持つ柱島泊地からの指揮が望ましいとされたためである。
しかしこのような処置は間に合わせのものであり、連合艦隊司令部は陸上にあって後方指揮を執るのが妥当とされた。9月29日に連合艦隊司令部は丘に上がった。「大淀」は連合艦隊旗艦の役目を解かれて、ただの軽巡洋艦という立場に戻った。規則のうるさい連合艦隊旗艦任務にうんざりしていた乗組員は逆に安堵し、鈴木孝一大淀砲術長も前任の戦艦武蔵主砲発令所長勤務より「連合艦隊司令長官護衛任務はずっと難しかった」と回想している。
この頃の大淀では人事異動があった。8月15日、阿部俊雄大佐（大淀艦長）は空母「信濃」艤装員長に補職され、牟田口格郎大佐が後任の「大淀」艦長となる。また、当時横須賀方面に配備されていた空母「雲龍」の対空射撃訓練に、「大淀」艦載機が協力した。

### レイテ沖海戦
10月5日、「大淀」は小沢治三郎中将指揮する第三艦隊第一機動部隊に編入された。
10月12日、「大淀」と駆逐艦「霜月」、「冬月」は横須賀を出発、内海西部にむかう。途中、遠州灘でアメリカ潜水艦「トレパン」の雷撃により「冬月」は損傷し、レイテ沖海戦に参加できなくなった。
「大淀」は第三航空戦隊（空母「瑞鶴」、「千代田」、「千歳」、「瑞鳳」）、第四航空戦隊（「日向」、「伊勢」）、軽巡洋艦「多摩」、「五十鈴」、駆逐艦8隻と行動を共にすることになる。10月20日、日本を出撃した。「大淀」は第一駆逐連隊、第三十一戦隊旗艦、兼艦隊予備旗艦である。当初は「大淀」が艦隊旗艦の予定であったが、小沢中将が「やはり機動部隊と名前がつくからには瑞鶴に乗ってやろう」と決めた為、「瑞鶴」が旗艦となったという。
部隊に加わっていた松型駆逐艦は、航続距離が短いため途中で燃料を補給せねばならなかった。「大淀」は駆逐艦「桐」に曳航補給をおこなおうとしたが、うねりのため補給に失敗している。

10月25日、部隊はウィリアム・ハルゼー提督が率いるアメリカ軍機動部隊の空襲を受けた。午前8時20分頃、アメリカ軍機100機以上が艦隊上空に到達、対空射撃を開始する。午前8時35分、小型爆弾2発が四番高角砲付近に命中、機銃掃射により戦死8名、負傷14名を出した。小火災が発生したが、すぐに鎮火に成功している。午前8時50分、「大淀」の周囲では「秋月」が爆沈、「瑞鶴」が被弾速力低下し、「千代田」が沈没しかけていた。
午前8時53分、傾斜した「瑞鶴」は「大淀」に無線代行を依頼、午前9時30-44分には『旗艦を大淀に変更す』の信号により「瑞鶴」に接近した。しかし、小沢司令部が移乗する前に第二波攻撃隊が接近し、「大淀」は「瑞鶴」から離れた。第二波攻撃終了後、小沢司令部移転のため「大淀」カッターボートを派遣するが、この付近に燃料切れになった零式艦上戦闘機が不時着した。救助できた搭乗員は1名だけだった。実際には、さらに数名が救助されたと見られる。
午前10時54分、被雷・被弾炎上した「瑞鶴」から小沢中将以下司令部が移乗している。午後2時40分、「瑞鶴」が沈没。続いて「瑞鳳」も沈没した。「大淀」は主砲対空弾238発を消耗し、定数2割程度（残68発）になるほど奮戦した。夜間、軽巡洋艦「五十鈴」、駆逐艦「若月」、「初月」がアメリカ軍重巡洋艦部隊と交戦し、「初月」が沈没した。小沢中将は「大淀」を含めた残存艦隊を率いて艦隊決戦のために南下したが会敵できず、奄美大島に向かって北上、戦場を離脱した。「大淀」は10月27日に奄美大島に入港した。「大淀」はアメリカ軍機撃墜27機を記録。さらに作戦そのものについて、戦闘詳報では「敵軍上陸して数日を経過し敵の防御体勢累整備し居る港湾に何等の術策を用いず単純一突入する事は将に自殺的行為と云ふを得べく」と厳しく批判している。

### フィリピンの戦い
10月28日、小沢艦隊司令部は「大淀」から日向に移乗した。第三十一戦隊司令部も退艦し、「大淀」は旗艦任務を解かれた。負傷者は戦艦「伊勢」に移され、10cm高角砲弾は内地へ戻る「霜月」から補充を受けている。「大淀」と「若月」は小沢艦隊残存部隊と別れ、フィリピン方面に向かう。10月31日、マニラ湾に到着して補給を受けたが、15.5センチ砲弾の在庫がなく、主砲弾は未だ補充されていない。ここで「若月」と別れた。「大淀」の牟田口艦長は南西方面艦隊司令部から空襲の危険性を告げられ、ミリ泊地への移動を決意する。11月5日の出港直後、マニラ湾はアメリカ軍機動部隊の空襲をうけ、重巡洋艦「那智」が沈没した。
ミリ泊地へ移動後、停泊・総員洗濯中にB-24爆撃機3機の爆撃を受けたが、「大淀」の被害はなかった。ブルネイ泊地に移動後し、重巡洋艦「高雄」や第二遊撃部隊の残存艦「足柄」と合流する。11月11日、栗田健男中将の第二艦隊がブルネイに入港し、「大淀」は「大和」（同艦副砲は15.5cm砲）から15.5cm砲対空砲弾を譲り受けた。11月18日、戦艦「伊勢」、「日向」、「榛名」、重巡洋艦「足柄」、「羽黒」、駆逐艦「霞」、「朝霜」とリンガ泊地へ移動する。
12月14日、第二水雷戦隊旗艦となる。同月、アメリカ軍のミンドロ島侵攻に伴う突入作戦（礼号作戦）に参加。突入作戦を指揮する第二水雷戦隊司令官木村昌福少将は、当初駆逐艦のみでの実行を希望したが、南西方面艦隊の意向に従い、「大淀」も加えられた。さらに、巡洋艦が加わるのであれば2隻以上欲しいとの木村司令官の意見具申により重巡洋艦「足柄」も加えられた。結果巡洋艦2隻、駆逐艦6隻となった突入部隊は、挺身部隊と呼称された。12月24日、木村少将は旗艦を「大淀」から駆逐艦「霞」に変更し、挺身部隊を率いてカムラン湾を出撃する。12月26日、挺身部隊はアメリカ軍機に発見され、その後爆撃を受けて被害が発生した。
「大淀」はB-25爆撃機とPB4Y（哨戒爆撃機）から夜間空襲を受けた。21時時1分、「大淀」に250kg爆弾2発が命中、2発が至近弾となったがいずれも不発で、軽傷者1名が出た。直撃弾1発目は一番砲塔から10m前方を貫通・左舷喫水線上を突き破り、2発目は煙突右から中甲板を貫通・罐室に飛び込んだ。仮に起爆していた場合、轟沈していた可能性もあった。この被弾により1号罐室が使用不能、3号罐室から蒸気が噴出、最大発揮速力32ノットに低下する。このときの不発弾は後日シンガポールの海軍基地に送られ不発処理をされ、艦内の大淀神社に祭られた。
続いてアメリカの魚雷艇が出現し、「足柄」、「大淀」、「霞」が砲撃を行った。その後、挺身部隊は23時2分から27日0時4分にかけてマンガリン湾内の船舶やブグサンガ川河口の物資集積所及び飛行場を攻撃した。大淀は15.5cm通常弾42発、徹甲弾31発、照明弾25発、高角砲弾61発を発砲した。帰路、「足柄」と「大淀」はアメリカの魚雷艇「PT-221」と「PT-223」と交戦した。「足柄」と「大淀」、駆逐艦2隻は12月28日にカムラン湾に帰投。残りも29日に帰投した。
1945年（昭和20年）1月1日、第二水雷戦隊旗艦は「大淀」から駆逐艦「霞」に変わった。
2月10日、北号作戦に参加した。輸送部隊（完部隊）は第四航空戦隊（日向、伊勢、大淀）、第二水雷戦隊（駆逐艦霞、朝霜、初霜）で構成されており、部隊を第四航空司令官松田千秋少将が指揮した。
これに先立って、「大淀」は格納庫を改造して設置されていた司令部区画を改造して物資輸送庫とした。輸送庫にドラム缶を満載し、そのうえに防弾の意味もふくめて天然ゴムを積んでシンガポールを出港する。2月20日、参加艦艇は全艦無事に日本本土・呉軍港に到着した。索敵に投入した「大淀」偵察機2機も、陸上基地を経由して無事に「大淀」へ戻っている。
だが呉に到着したものの、作戦行動する燃料もなく、2月25日付で呉練習戦隊に編入された。同25日付で、牟田口格郎大佐（大淀艦長）は「伊勢」艦長へ転任した。空母「伊吹」艤装員長松浦義大佐が、「大淀」艦長に補職される。3月1日、横須賀鎮守府予備艦だった「大淀」は練習兼警備艦と定められた。3月、「大淀」水上機搭乗員および整備員は軽巡洋艦「矢矧に配属された。「大淀」乗組員の間では「大和」の沖縄水上特攻に参加することも噂されていたが、その機会はなかった。

### 着底大破

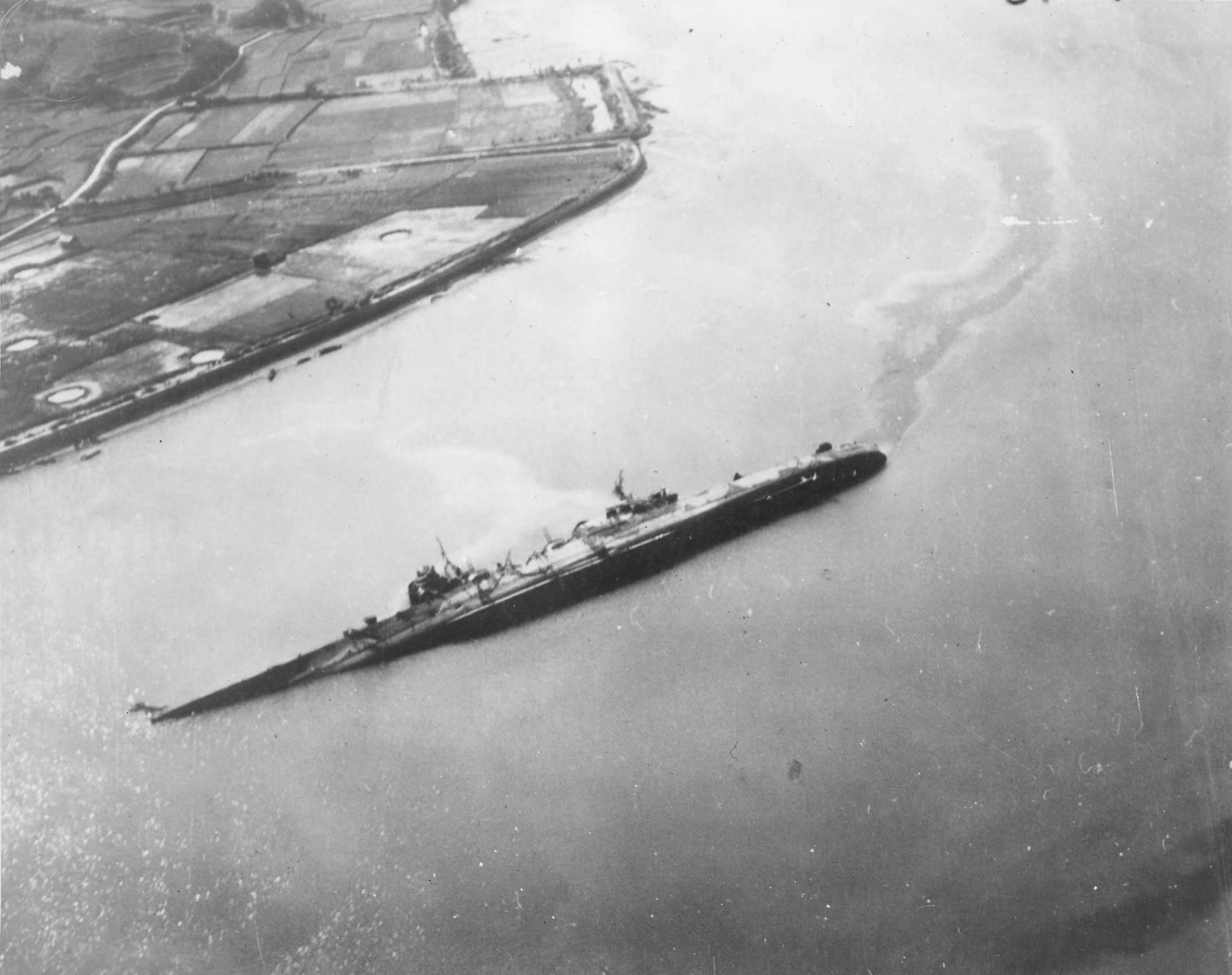
横転大破し、着底した「大淀」

3月19日、呉をアメリカ軍機動部隊の艦上機が襲撃した。日本軍は当初友軍機編隊と判断していたため、反応が遅れた。「大淀」は艦中央部右舷への至近弾により艦底を破損し、浸水して右舷に傾斜した。また直撃弾が2発あり、1発目は煙突付近に命中して罐室を破壊、2発目は第二機関室を破壊して喫水線上部に大孔をあけ、機関科員を中心に戦死者52名を出した。この被害によって6基の缶のうち4基が使用不能となった。ドックに入って舷側の穴を塞ぐなどの応急修理は行われたが、破損した機関部の補修など抜本的な修理は実施されず対空火器も一部破損したままであった。
5月15日、松浦（大淀艦長）は詫間海軍航空隊司令へ転任。駆逐艦「雪風」初代駆逐艦長、駆逐艦「初月」初代駆逐艦長等を歴任した田口正一大佐（当時、海軍航海学校教官）が、後任の「大淀」艦長に補職される。その後江田島湾に曳航されて迷彩塗装やカモフラージュの偽装が施され、浮き砲台となった。すぐ近くには同じく曳航されて浮き砲台となった重巡洋艦「利根」の姿があった。
7月24日、呉がアメリカ軍機動部隊艦載機の襲撃を受けた際に「大淀」は500ポンド爆弾3〜4発が命中、右に傾斜して着底した。駆けつけた住民（漁船）も消火に協力し、26日夕方になり鎮火に成功した。また排水作業によって傾斜も復旧された。
7月28日、ふたたびアメリカ艦載機による空襲（呉軍港空襲）を受けた。午前10時ごろ艦橋近くの被弾によって大規模な浸水が発生し、右に傾斜した。田口艦長は傾斜を防ぐために注水弁開けを指示したが、次々に命中する爆弾による浸水のために転覆を防ぐことが出来なかった。12時ごろ、「大淀」は右に横転した。現場は浅い海岸だったので、船体の一部のみ海面に出した状態で完全に船体は横倒しとなり、艦橋も左に大きく根元から歪んだ。
24日と28日の戦闘による「大淀」の戦死者は223名、負傷者は180名だったという。転覆後もさらに攻撃がおこなわれ、舷側に爆弾が命中している。
8月15日（終戦の日）、田口（大淀艦長）は職務を解かれた。「大淀」は同年11月に除籍された。戦後、アメリカ軍による被害調査が行われた。至近距離で炸裂した爆弾の水圧によって広範囲にわたって艦底が陥没している様子や、空中発射のロケット弾によって0.5インチの鋼板が貫通している様子などが写真に残されている。
「大淀」の損傷程度や転覆地点の状況などが比較的良好のため、完全浮揚してから解体されることになり、1947年(昭和22年)に船体の引き起こしと浮揚作業が行われた。
浮揚後は播磨造船所呉船渠(旧呉海軍工廠)の第4船渠に入り、1948年(昭和23年)1月6日から解体に着手し、その後第3船渠に移り、8月1日に解体を完了した。

## 同型艦
- 第137号艦：予定艦名「仁淀」[233]。「大淀」と同様に④計画の巡洋艦丙[31]として計画され、呉海軍工廠で建造予定だったが、開戦直前に起工取り止めとなった[234]。

この他、昭和12年〜16年頃に大淀型とほぼ同様の船体を持つ防空巡洋艦（65口径10cm連装高角砲12基を装備）が検討されたが、建造コストの高さからペーパープランに終わっている。

## 歴代艦長
※脚注無き限り『艦長たちの軍艦史』176-178頁、『日本海軍史』第9巻・第10巻の「将官履歴」に基づく。

### 艤装員長
1. （兼）田原吉興 大佐：1942年12月31日[68] - 1943年1月20日[69] （本職：青葉艦長）

### 艦長
1. 富岡定俊 大佐：1943年1月20日[69] - 1943年8月29日[82]
2. 篠田勝清 大佐：1943年8月29日[82] - 1944年5月6日[119]
3. 阿部俊雄 大佐：1944年5月6日[119] - 1944年8月15日[131]
4. 牟田口格郎 大佐：1944年8月15日[131] - 1945年2月25日[209]
5. 松浦義 大佐：1945年2月25日[209] - 1945年5月15日[221]
6. 田口正一 大佐：1945年5月15日[221] - 1945年8月15日[229]

## 慰霊碑
「大淀」が沈没した大柿町飛渡瀬の海岸には「軍艦大淀戦没者之碑」が建立されている。